# フラフープ

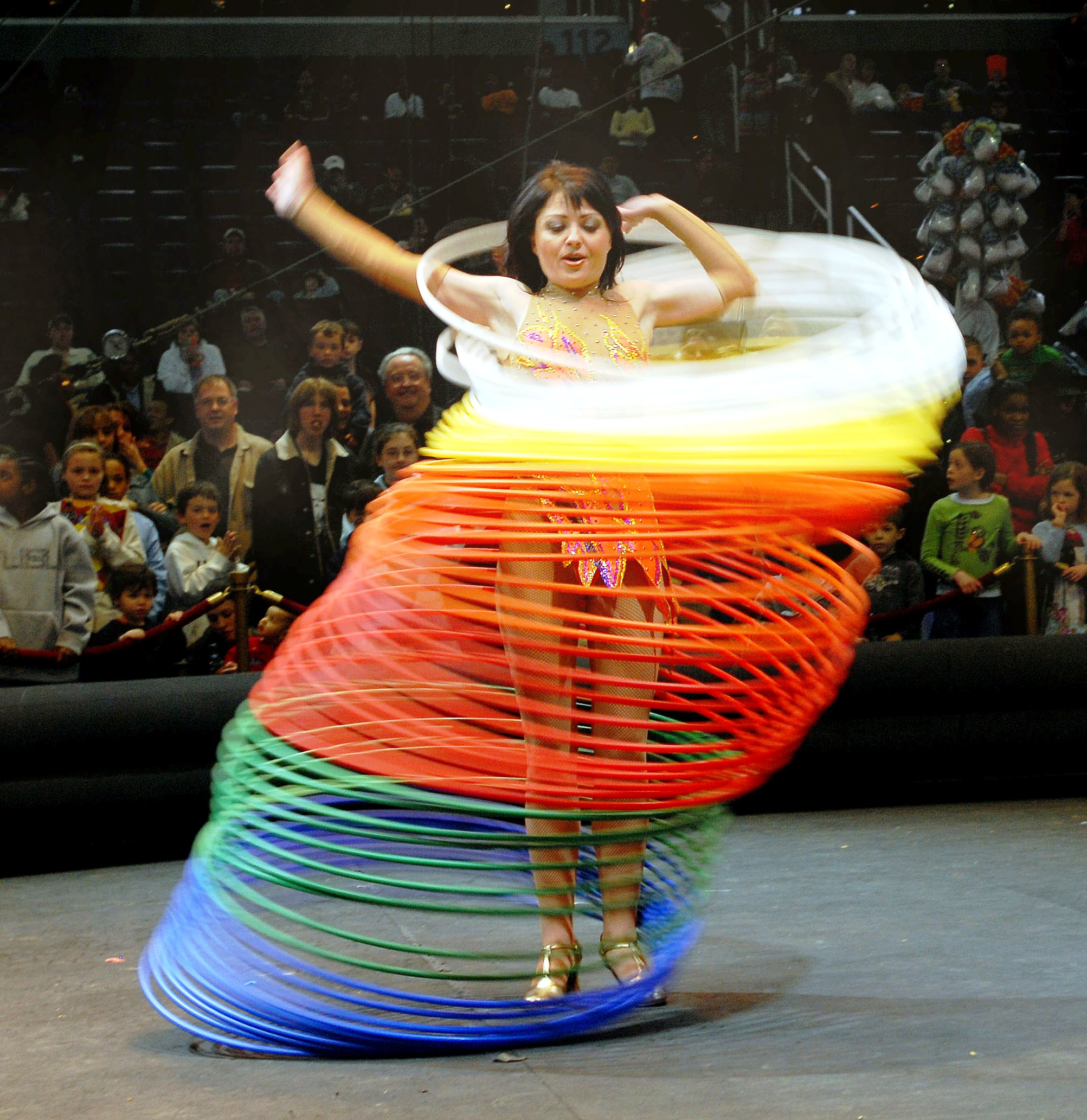
一度に大量のフラフープを回す女性

フラフープ（Hula hoop）は、直径1mほどのプラスティック製などの素材の輪で、輪の中に入った人が腰などを振って回転させるための輪。フラダンスのように腰を動かしてフープを回すため「フラフープ」と命名された。腰以外にも首・腕・足などを使い、身体の各部位で回して楽しむ。
"Hula-Hoop"は登録商標であるため、アメリカでは「フラフープ」とはあまり呼ばれず、「フープ (Hoop) 」と呼ぶのが普通である。そのため、フープを回すことをフーピング、フラフープで技を行う人をフーパーと呼ぶ。
遊具としての使用が主流だが、近年、パフォーマンスや競技、ダイエット用品として使用されている。

## 歴史
フラフープの起源は不明である。しかし、約3000年前の古代エジプトではブドウの蔦で作られた輪を棒で地面の上を転がしていたこと、古代ギリシャでは体重を落とすためにフープ状の物の使用が推奨されていたことが判明している。歴史を通して世界中の子供たちがいろいろな輪を使い、回したり転がしたり（輪回し）、投げたりして遊んだりしていた。14世紀に入ってイギリスでは「フーピング」が流行した。
18世紀前半にハワイを訪れた船乗りがフラダンスとフーピングの間に類似点があることに気付き、「フラ」という言葉を「フープ」に付け加え、フラフープという言葉を作った。
玩具会社「Wham-O」の創設者であるRichard KnerrとArthur Melinの2人は、1948年にロサンゼルスのガレージから出発し、パチンコを「Wham-O」として市場に送り出した。彼らは1957年に玩具として「フラフープ」を発売した。フラフープのアイデア自体は、オーストラリアを旅行したあるカリフォルニアの人物がKnerrとMelinに、オーストラリアでは体育の授業で竹でできたフープを子供たちが腰で回していたことを話したことがきっかけであった。
KnerrとMelinはフラフープの特許を出願したが、フープは数千年以上も親しまれ続けてきたものであり、独創性というの特許の要件を満たしていないとして許可されなかった。そのため彼らは「フラフープ」の名称を商標登録した。これにより彼らの開発商品は守られ、ほとんどの子供たちが他社のプラスティック製フープに全く興味を示さないほど流行した。1958年にフラフープが発売された後、Wham-O社は2年間に1億本を売り上げた。フラフープの流行後、Wham-O社は「フリスビー」の発売で再び幸運を見出している。

### サーカスでの使用
1960年代になると世界中のサーカスにフラフープが現れ始めた。ロシアや中国のパフォーマーはフラフープで極限の演技を見せるようになる。そのパフォーマンスは、現代サーカスのパフォーマー、オーストラリアンサーカスコメディエンヌや、30本のフラフープを使って見せた「瀕死の白鳥」を演技した、フラフープの歴史家ジュディス・ラニガンなどが影響を受けた。
近年ではシルク・ド・ソレイユの「アレグリア」などにフラフープのパフォーマーが数人出演している。ミューテイターのパフォーマンスにもフープパフォーマンスが登場する。

### 2000年代以降の流行
2000年頃からアメリカのThe String Cheese Incidentというブルーグラス系のロックバンドのステージでフープを回すダンサーが出現し、バンドメンバーがコンサート会場でファンにフープを配って人気を博した。それを受け継いだ人々が「フープダンス」というニューエイジなジャンルの流れを起こし、近年それがひとつのうねりとなってポップカルチャーからダイエット、メディテーションにまでに影響を及ぼしている。ネバダ州のブラックロックシティー砂漠で毎年開催されるイベント「Burning Man」よって、フーピングやフープダンスはさらに先端的カルチャーとして拡大している。
この21世紀のニューエイジのフーパーたちは、過去にあった遊具の子ども用フラフープではなく、ポリエチレンチューブでさらに大きくて重たいフープを作った。このフープは通常ビニールテープ等で巻かれており、パフォーマーが激しいパフォーマンスをしても耐えうるように作られている。そして大きいサイズのフープで楽に回すことができるようにした。巻きつけるテープはカラフルなカラーリングで、蓄光やLEDライト付き、またはホログラムテープなどを使用してさらに個性的になっている。
また多くのフーパーがガソリンを浸して炎を灯した繊維でできた芯をフープの外側に取り付けた「ファイヤーフープ」を使い始め、近年のミュージックビデオには「フープダンス」とともにファイヤーフープのパフォーマンスが多く収録されている。

## 日本における流行とその後

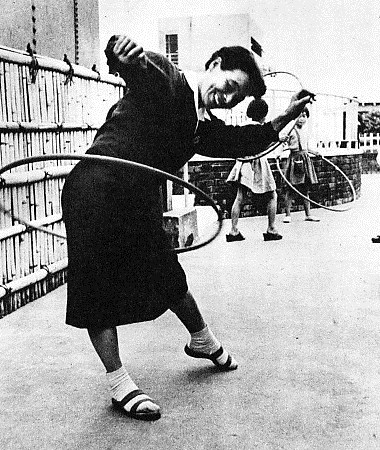
フラフープに興じる女性（1958年頃）

1958年にアメリカで大流行したことを受けて、同年10月18日に東京都の各デパートで一斉に販売が開始された。積水化学のポリエチレン管をアメリカの会社が加工して逆輸入したもので、価格は大人向けが270円で子供向けが200円。日産2万本のフラフープは、1か月で80万本が売れた。販売される店には行列ができ、日本中で爆発的に売れて一大ブームを起こした。人気のために品薄になり、マルサンなど他社も参入し、小売店が独自にポリエチレンのホースを繋げたものを150円で売ることもあった。また2日並んで購入した例もあったとされる。当時は「フラ・フープ」という表記もあった。
フラフープは美容と健康によいと宣伝されたこともあり、子供ばかりでなく大人もこの遊びに参加して、競技大会も開催された。このフラフープ人気に、日活はフラフープを題材とした映画『月は地球を廻ってる』を1959年1月22日に公開し、日本コロムビアもレコード「フラ・フープ・ソング」を発売した。中島そのみが吹き込んだ「フラ・フープ・ソング」のレコードは1か月で3万枚を売り上げた一方、フラフープのブームが長く続かなかったこともあり、『月は地球を廻ってる』の成績は芳しいものではなかったものの、中島そのみにとっては初の主演映画であった。
しかし、11月18日にフラフープ使用によるとされる胃穿孔で重体になる事件が起き、横浜市と神戸市でも同日に路上のフラフープで遊んでいた子供が交通事故に遭って警察庁もこれを問題視。さらに21日には千葉県で少年3人が腸捻転など内臓障害になったことから、千葉県東金市立東金小学校が11月22日に児童にフラフープ禁止令を出した。宮城県でも教育委員会が警告を出し、厚生省もフラフープと健康障害への影響を検討することになり、ブームは急速に沈静化。40日足らずで1958年の日本のフラフープブームは終焉した。病気等を理由とした流行玩具の衰退事例は、この2年前に流行したホッピング（胃下垂や骨膜炎の原因された）に次ぐものとなった。その後、日本中が巻き込まれるブームは1960年のダッコちゃんブームにつながっていった。
腸捻転の事例は大半が千葉県内の特定の病院に集中していた。後日、これらの症状とフラフープの因果関係は科学的に否定されている。2010年11月にはこのことと関連付けて、東金市が市の中央公園にフラフープの記念碑を建てた。
日本ビクターはフラフープの長時間レース用のレコードとして、既存曲をメドレーにして吹き込んだ『これがフラ・フープ!』（演奏：有馬徹とノーチェ・クバーナ、ブライト・リズム・ボーイズ、規格品番：EV-107。A面：「フラ・フープ・メドレー」、B面：「世界一周フラ・フープ」）を発売し、興安丸を貸し切ってのフラフープ大会まで行ったが、ブームが急速に終焉したため当てが外れたという。
1971年にブーム再来を狙い、ハイゼックスを使用し鈴がついたフラフープが発売された。

## 世界記録
フラフープの世界記録としては、1976年8月19日に行われたフーピング持久力コンテストで、当時8歳のメリー・ジェーン・フリーズが10時間47分で勝利した記録が残っている。その後はアメリカのロサン・ローズが、1987年4月2日から6日まで90時間を回し続けた記録を残している。
2000年10月28日には台湾のチャン・チェンスタジアムで、2,290人が最低2分間フラフープを同時に回した記録がある。最も同時にたくさんフープを回した記録としては、オーストラリアのカレーナ・オーツが2005年6月4日に100本のフープを同時に回した。最大のフープを完璧に回した記録としては、日本の山田祐也が2017年に直径5.14メートルのフープを回した。
フラフープの世界記録は辻希美、加護亜依も所持していたことがあり、ギネスブック2005年版に掲載された（円周12.8mのフラフープを30秒間回した）。
腰でフラフープを回しながら走る競技の記録は以下の通り。
- 100M 　13.84秒　　　　　　       ローマン・シェドゥラー　オーストリア
- 1mile  7分 47秒　　　　　        ポール・ブレアー　アメリカ
- 10km 男子 1時間 6分 35秒　       ポール・ブレアー　アメリカ
- 10km 女子 1時間 43分　　　       ベティー・フープス

2000年にオーストラリアのブレゲンツ第5回サクソニアレコード大会で、ローマン・シェドゥラーは53ポンドのトラクターのタイヤをフープとして71秒間回した。

## フラフープを使った遊び
- 人間輪投げ
- 縄跳び
- 電車ごっこ

## 関連楽曲
- The Hula Hoop Song（フラ・フープ・ソング）
  - 1958年発表。アメリカでジョージア・ギブス（英語版）の歌によりヒット[10]。他に吹き込んだ歌手にはスティーブ・アレン（英語版）[10]、テレサ・ブリュワー（当時の日本盤での表記はテレサ・ブルーワー）[10]、モーリン・エヴァンス（英語版）らがいる。
  - 日本語盤は日本コロムビアから下記の「まわせばまわる」と共に中島そのみの歌唱、スイング・ウエストの伴奏で吹き込まれ[10]発売された。中島が起用された理由は、声がテレサ・ブリュワーに似ているという理由だった[5]。
  - その他、キングレコードから伊東ゆかりの歌唱で、日本ビクターから水谷良重[9]の歌唱で発売されたものも存在する。
- Hoopa Hoola (With A Hula-Hoop) （フーパ・フーラ〜フラ・フープ）
  - 1958年発表。歌：ベティ・ジョンソン（英語版）
- まわせばまわる
  - 1958年発表。日本製のフラフープ曲の第一号となった[10]。作詞・作曲：服部レイモンド[10]
- フラフープロマンス
  - 1958年発表。歌：白根一男・草葉ひかる
- 世界を廻るフラフープ
  - 1958年発表。歌：金子登美江
- 三味線フラ・フープ
  - 1958年発表。歌：神楽坂浮子
- おおきなわがあれば
  - NHKの『おかあさんといっしょ』で、1991年5月に放送された、フラフープを使った遊びを紹介する曲。
- Hula Hoop（フラ・フープ）
  - 2015年発表。歌：オミー（英語版）